# 手島寅雄
手島 寅雄（てじま とらお、1890年（明治23年） - 1985年（昭和60年））は、日本の農学者。農学博士（北海道帝國大學）。北海道大学名誉教授・北星学園大学初代学長。専門は、作物学。とくに、ジャガイモの栽培研究や、水稲、麦類の栽培学を研究。

## 来歴
北海道札幌市出身。1916年（大正5年）東北帝国大学農科大学卒。高知県農事試験場長や鳥取高等農林学校教授を経て、1932年（昭和7年）北海道帝国大学農学部教授。1942年（昭和17年）同農学部附属農場長。1954年（昭和29年）北海道大学停年退官。同名誉教授。北星学園女子短期大学英文科教授。1960年（昭和35年）北星学園女子短期大学学長。1962年（昭和37年）北星学園大学初代学長に就任。1964年（昭和39年）同学長退任。1971年（昭和46年）北星学園大学退職。1974年に北星学園女子短期大学より名誉教授を授与された。
1932年北海道帝国大学より農学博士。題は「オクラ、黄蜀葵ノ種間雑種ニ就キテ実験遺伝学的並ニ細胞学的研究(英文)」。 
兄に家畜栄養学者の高橋栄。

## 著書
- 『加州に於ける米作』（鳥取高等農業学校, 1924年）
- 『栽培學前篇 : 種物』（北方出版社, 1947年）
- 『栽培學（第2版）』（種子編, 養賢堂, 1955年）
- 『栽培學（第6版）』（耕種編, 養賢堂, 1957年）